# Die Rentner-Gang
Die Rentner-Gang ist ein Film aus dem Jahr 1979, bei dem Martin Brest das Drehbuch schrieb sowie auch Regie führte. Die Hauptrollen spielten George Burns, Art Carney, und Lee Strasberg. Die Casino-Szenen wurden dabei im Aladdin Las Vegas gedreht.

## Handlung
Joe, Al, und Willie sind drei Senioren, die sich zusammen eine Wohnung in New York City teilen. Sie leben von Wohlfahrtschecks und verbringen ihre Zeit damit, indem sie Zeitung lesen, auf Bänken sitzen und Tauben füttern. Es ist ein stumpfsinniges Leben und letztendlich kommt Joe zu der Erkenntnis, etwas Radikales zu machen, um die Monotonie zu unterbrechen: Warum nicht eine Bank ausrauben? Keiner der drei hat eine kriminelle Vergangenheit, aber allein die Planung erfüllt die drei mit Optimismus. Al leiht sich heimlich ein paar Pistolen aus der Waffensammlung seines Neffen Pete. Maskiert mit Groucho-Marx-Nasenbrillen raubt das Trio die Bank aus und erbeutet dabei 35.000 US-Dollar.
Unglücklicherweise ist die Aufregung zu viel für Willie, der am gleichen Tag einem Herzinfarkt erliegt. Auf seiner Beerdigung beschließen Joe und Al, den Großteil des Geldes Pete und dessen Familie zu geben und den Rest auf einem Trip nach Las Vegas zu verspielen. Unterdessen hat der exzentrische Raub eine farbenfrohe Geschichte durch die Medien bekommen und die Polizei kommt den Kriminellen näher. In der Nacht nach der Rückkehr aus Vegas, stirbt Al im Schlaf und lässt Joe allein. Auf dem Weg zu Als Beerdigung wird Joe verhaftet. Als Als Neffe im Gefängnis ankommt, um Joe zu besuchen, sagt er Pete, dass er nicht stören solle. Joe erklärt, dass er drei ordentliche Mahlzeiten pro Tag bekommt und wie ein König behandelt wird. Der Film endet, als Joe nach dem Besuch zu seiner Zelle eskortiert wird.

## Kritiken
„Von weisem Humor getragene Gaunerkomödie um drei Rentner, die aus einem ereignislosen, ärmlichen Leben ausbrechen und einen Banküberfall durchführen, sich aber über den Erfolg und einen überraschenden Spielgewinn nicht lange freuen können. Ein kleines Meisterwerk stillen Humors, faszinierender Darstellungskunst und psychologisch stimmiger Milieuschilderung.“

## Neuverfilmung
2016 verfilmte Regisseur Zach Braff die Geschichte unter dem Titel Abgang mit Stil mit Morgan Freeman, Michael Caine und Alan Arkin in den Hauptrollen neu.